# Librariër
Een librariër is een ambachtsman. Het beroep van de librariër ontstond in de middeleeuwen toen de vraag naar boeken enorm steeg. Meestal waren de librariërs niet groot genoeg in aantal om een eigen gilde of ambacht op te richten en sloten ze zich aan bij het schildersambacht. In Brugge ontstond wel een eigen beroepsvereniging.

## Ontstaan
Door het ontstaan van de universiteiten en de spectaculaire groei ervan in de vroege dertiende eeuw nam de vraag naar boeken enorm toe. De productie verschoof geleidelijk van de scriptoria in kloosters naar seculiere ateliers in de opkomende steden. Handelaars gingen bemiddelen tussen de klant en de producent en op die manier ontstond de librariër (cartolaio in het Italiaans, libraire in het Frans en stationer in het Engels).
In Italië ontstaat in de dertiende eeuw het pecia-systeem, waaruit het beroep van librariër op zijn beurt ontstond. In het pecia-systeem werden exemplaren van geschriften, die door de universiteit waren goedgekeurd, door de librariër gekopieerd, maar niet ingebonden. De losse katernen werden dan verhuurd voor het maken van kopieën. Op die manier kon een volledig boek veel sneller op een groot aantal exemplaren gekopieerd worden. Het systeem stond meestal onder strenge controle van de universiteit.
De librariër zorgde voor de basismaterialen zoals perkament, ganzenpennen, kleurstoffen etc. en besteedde de productie uit aan de ateliers van kopiisten en verluchters. Onder het pecia-systeem werkte hij voor de universiteit, maar de librariër werkte evengoed op bestelling, in opdracht van een bepaalde klant, of als een soort uitgever; op eigen initiatief voor de vrije verkoop. Dit werd mogelijk door de hoge vlucht die het getijdenboek (ook weleens de bestseller van de middeleeuwen genoemd) nam in de veertiende eeuw. Er was een publiek van welstellende kooplui en burgers voorhanden die, in navolging van de adel, een getijdenboek wilden hebben voor hun privé-devotie maar ook als statussymbool. Getijdenboeken konden door hun gestandaardiseerde inhoud vooraf gemaakt worden. Eventueel werd verluchting gemaakt op losse folio’s achteraf toegevoegd volgens de wensen (en de koopkracht) van de klant. Zelfs bijzondere secties in het getijdenboek konden nog gerealiseerd worden door het toevoegen van katernen aan een standaard getijdenboek voor het inbinden.

## Librariërsgilden
Omstreeks 1350 ontstonden aparte gilden van ambachtslui die bij de handschriftenproductie betrokken waren in onder meer Parijs, Londen, Firenze en Brugge. In andere steden waar boekproductie niet zo belangrijk was, of waar het schildersambacht de boekproductie bleef patroneren (Gent, Brussel, Antwerpen, Doornik, Bergen, etc.) bleven de verluchters deel uitmaken van het schildersambacht.

## Appendix
1. ↑  VERNIMME, N., De librariërsgilde te Brugge. Een sociaal-culturele studie, Onuitgegeven masterthesis, Katholieke Universiteit Leuven, departement Geschiedenis, 1995.
2. 1 2 3  SMEYERS, M., ‘De arte illuminandi. Over de middeleeuwse miniatuurkunst’, Vlaamse kunst op perkament. Handschriften en miniaturen te Brugge van de 12e tot de 16e eeuw. Tentoonstelling ingericht door de stad Brugge in het Gruuthusemuseum 18 juli – 18 oktober 1981, L. DE LEEUW trans., Brugge, 1981, 19-37.
3. ↑  TRIO, P., ‘l’Enlumineur à Bruges, Gand et Ypres (1300-1450). Son milieu socio-économique et corporatif’, M. SMEYERS en B. CARDON eds., Flanders in a European perspective. Manuscript illumination around 1400 in Flanders and abroad. Proceedings of the International Colloquium Leuven, 7-10 September 1993 (Corpus of Illuminated Manuscripts, vol. 8; Low Countries Series 5), Leuven, 1995, 721-729.
4. ↑  SMEYERS, M., Vlaamse miniaturen van de 8ste tot het midden van de 16de eeuw: de Middeleeuwse wereld op perkament, Leuven, 1998.
5. ↑  Hierdoor ontstaat de volbladminiatuur die niet aan tekst gebonden was.